# かざか証券
かざか証券株式会社（英称：Kazaka Securities Co., Ltd.）は、かつて存在した日本の証券会社。2014年3月1日に内藤証券に吸収合併された。

## 沿革
- 1935年（昭和10年）8月 - 田丸屋田村新吉商店創設、東京株式取引所　株式取引員
- 1944年（昭和19年）3月 - 株式会社に組織変更し、田丸屋證券株式会社を設立
- 1949年（昭和24年）5月 - 東京証券取引所正会員となる
- 1949年（昭和24年）6月 - 商号を偕成証券株式会社に変更する
- 1965年（昭和40年）8月 - 大興證券株式会社と合併
- 1968年（昭和43年）4月 - 証券取引法の改正に伴い、第1号から第4号の免許取得
- 1987年（昭和62年）4月 - 大阪証券取引所正会員となる
- 1987年（昭和62年）7月 - 第三者割当増資、新資本金31億9000万円、総合証券会社となる。後の宮田ジム所属プロボクサー真部豊入社。
- 1990年（平成2年）4月 - 日本初の為替予約付豪ドル割引国債の販売を行う
- 1998年（平成10年）10月 - 日本証券株式会社、山加証券株式会社と合併し、商号を日本グローバル証券株式会社に変更する
- 1998年（平成10年）12月 - 改正証券取引法による証券業登録（関東財務局長（証）第8号）
- 1999年（平成11年）6月 - 保険募集業務開始
- 1999年（平成11年）7月 - 第三者割当増資、新資本金100億4680万円
- 2004年（平成16年）7月 - 商号をライブドア証券株式会社に変更する
- 2005年（平成17年）3月 - 株式会社エフェクター細胞研究所（現 株式会社ECI）の名証セントレックス上場により初の主幹事を務める。
- 2006年（平成18年）12月 - アドバンテッジ パートナーズの支援を受け、新規に設立されたかざかフィナンシャルグループの100%子会社となる。
- 2007年（平成19年）2月 - 商号をかざか証券株式会社に変更する
- 2008年（平成20年）7月 - 法人営業部を設立
- 2009年（平成21年）
  - 10月18日 - 外国為替保証金取引事業をFXリアル株式会社に分割譲渡
  - 11月8日 - オンライントレード事業をオリックス証券に分割譲渡
- 2010年（平成22年）3月 - 資本金を30億円とする
- 2012年（平成24年）12月 - 資本金を10億円とする
- 2013年（平成25年）8月 - 内藤証券株式会社の100%子会社となる
- 2014年（平成26年）3月 - 内藤証券株式会社に吸収合併され解散

## 事業所

### 本社
東京都中央区日本橋兜町13-2

### 営業本部
- 本店営業部 東京都中央区日本橋兜町13-2
- 法人部 東京都中央区日本橋兜町13-2
- 三鷹支店 東京都三鷹市下連雀3-32-3 名取屋興産ビル2F
- 金沢文庫フィナンシャルセンター 神奈川県横浜市金沢区釜利谷東2-14-1 田島ビル1F
- 関東支店 群馬県伊勢崎市本町23-3
- 足利支店 栃木県足利市通2-2625
- 焼津支店 静岡県焼津市西小川7-2-2
- 大阪支店 大阪府大阪市北区天神橋2-北2-6　大和南森町ビル6F
- 住道フィナンシャルセンター 大阪府大東市浜町9-10　住道駅前ビル1F
- 田辺支店 和歌山県田辺市新屋敷町6-1
- 新宮支店 和歌山県新宮市谷王子456-1

## サービス
- 2009年（平成21年）にオンライン取引から完全撤退し、対面取引とコールセンターによる電話取引に特化していた。

## 主幹事の実績
- 2005年（平成17年）3月 - エフェクター細胞研究所（現、株式会社ECI）（名古屋証券取引所セントレックス）※現在、上場廃止。

## 広報活動
- 社名が日本グローバル証券の頃、ニッポン放送、TBSラジオ、TOKYO FMなどでラジオCMを頻繁に流したことがあった。
- またFNNレインボー発でスポンサーになったこともあった。